# 20587 Jargoldman
A 20587 Jargoldman (ideiglenes jelöléssel 1999 RD162) a Naprendszer kisbolygóövében található aszteroida. A LINEAR projekt keretében fedezték fel 1999. szeptember 9-én.